# Katholieke Volkspartij

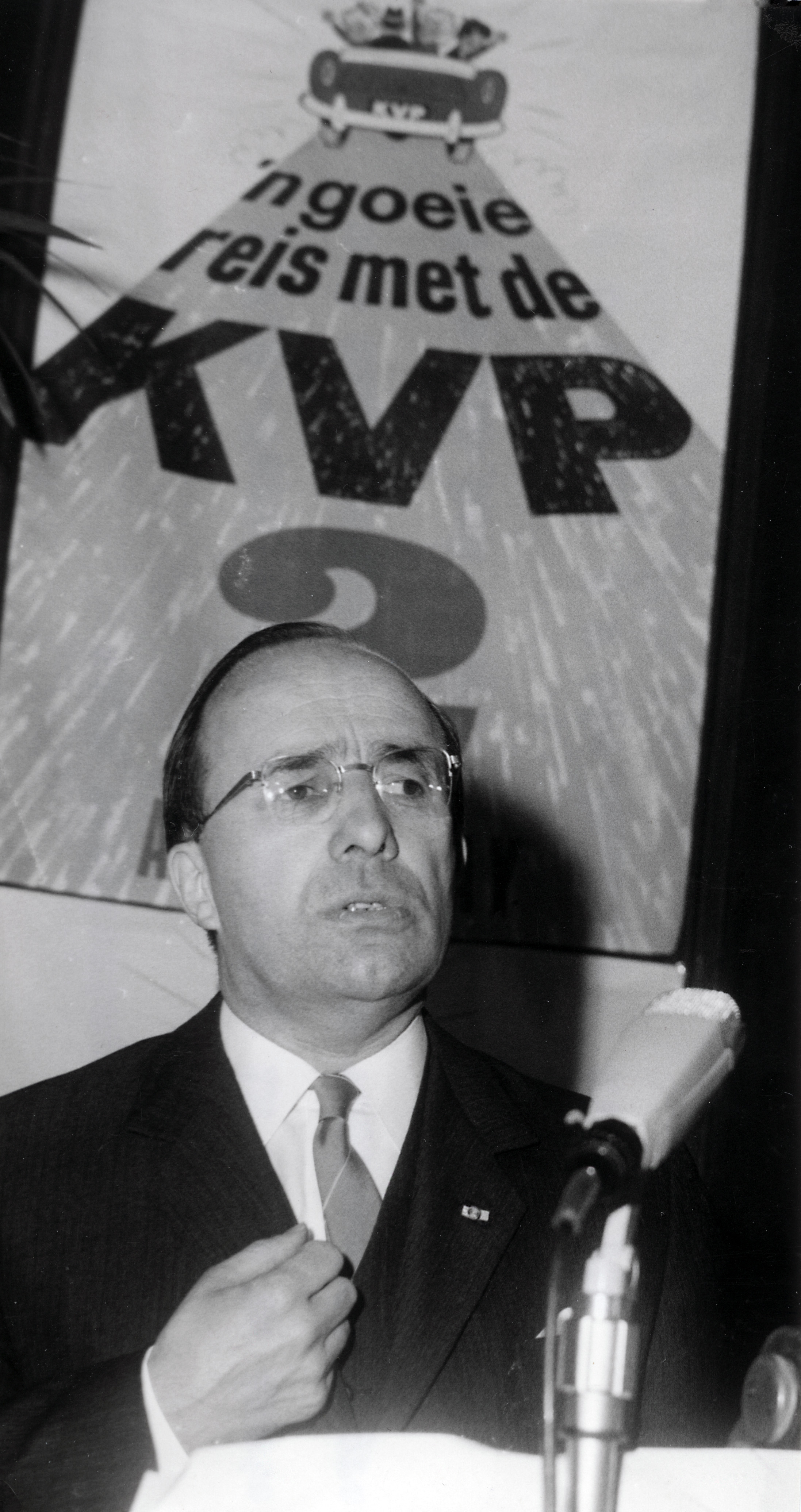
KVP-Wahlveranstaltung in Amsterdam, mit dem Spitzenkandidaten und Ministerpräsidenten Jo Cals, März 1966

Die Katholieke Volkspartij (KVP; deutsch Katholische Volkspartei) war eine konfessionelle niederländische politische Partei, die von 1945 bis 1980 bestand. Anschließend ging sie mit der Christelijk-Historische Unie (CHU) und der Anti-Revolutionaire Partij (ARP) im heutigen Christen-Democratisch Appèl (CDA) auf.

## Geschichte
Die KVP wurde 1945 als Nachfolger der vor dem Zweiten Weltkrieg bestehenden Rooms-Katholieke Staatspartij (deutsch: Römisch-katholische Staatspartei, RKSP) gegründet. Sie war eine Volkspartei, deren Mitglieder sowohl Arbeiter, als auch Arbeitgeber, Bauern, Beamte und Lehrer katholischen Glaubens waren. In der Zeit der Verzuiling („Versäulung“) der niederländischen Gesellschaft war sie die parteipolitische Vertretung der „katholischen Säule“, zu der auch ein katholischer Gewerkschafts- (NKV) und Arbeitgeberverband (NKW), der katholische Rundfunk KRO und Zeitungen wie De Tijd oder de Volkskrant sowie katholische Bildungseinrichtungen und Vereine gehörten. Aus diesem stark organisierten katholischen Milieu ergab sich bis in die 1960er-Jahre eine hochgradige Parteibindung und äußerst treue Stammwählerschaft.
In der Zeit ihres Bestehens war die KVP immer Teil der Regierungskoalitionen, meistens stellte sie auch den Ministerpräsidenten. Unter dem ersten Parteichef Carl Romme (1946–1961) war die sozialdemokratische Partij van de Arbeid (PvdA) langjähriger Koalitionspartner, sein Nachfolger Norbert Schmelzer (1963–1971) favorisierte die rechtsliberale Volkspartij voor Vrijheid en Democratie (VVD) als Regierungspartner. Der von Schmelzer vorangetriebene Sturz des christlich-sozialdemokratischen Kabinetts Cals im Oktober 1966 ging als Nacht van Schmelzer in die niederländische Politikgeschichte ein und markiert den Beginn des Niedergangs der KVP. Im sozialdemokratisch geführten Mitte-links-Kabinett Den Uyl saßen von 1973 bis 1977 mehrere KVP-Mitglieder als Minister, ohne dass die Partei offiziell Teil der Koalitionsvereinbarung war.
Zweimal kam es zu einem Bruch innerhalb der Partei: 1947 trat die sogenannte „Welter-Gruppe“ (angeführte vom ehemaligen Kolonialminister Charles Welter) aus Protest gegen die Aufgabe der Kolonie Niederländisch-Indien aus und bildete die Katholiek Nationale Partij, die 1956 aber zur Mutterpartei zurückkehrte. Aus Ablehnung der Koalition der KVP mit der rechtsliberalen VVD spaltete sich 1968 der linke Flügel um Jacques Aarden ab und bildete die Politieke Partij Radikalen (PPR), die 1989/1991 in GroenLinks aufging.
Durch die schrittweise Entkonfessionalisierung und „Entsäulung“ der Gesellschaft verloren die drei christlich-konfessionellen Parteien KVP, ARP und CHU im Verlauf der 1960er- und 70er-Jahre rapide an Mitgliedern und Wählern. Die Mitgliedszahl der KVP sank von einem Höchststand bei 385.500 im Jahr 1960 auf nur noch 100.000 im Jahr 1969 und weniger als 52.000 im Jahr 1976. Bereits 1967 traf sich die Groep van Achttien (Gruppe der 18) aus je sechs Mitgliedern der drei Parteien, die eine engere Zusammenarbeit der christlich-demokratischen Parteien verfolgten. Diese resultierte in einer gemeinsamen Kandidatenliste bei der Parlamentswahl 1977 unter der Bezeichnung Christen-Democratisch Appèl mit dem neuen KVP-Chef Dries van Agt als Spitzenkandidat. Im Oktober 1980 wurde aus dem CDA schließlich eine einheitliche Partei und die drei Vorgängerparteien lösten sich auf. Ihre jeweiligen Mitglieder bildeten aber noch als „Blutgruppen“ (bloedgroepen) bezeichnete informelle Verbindungen innerhalb des CDA.

## Bedeutende Politiker der KVP

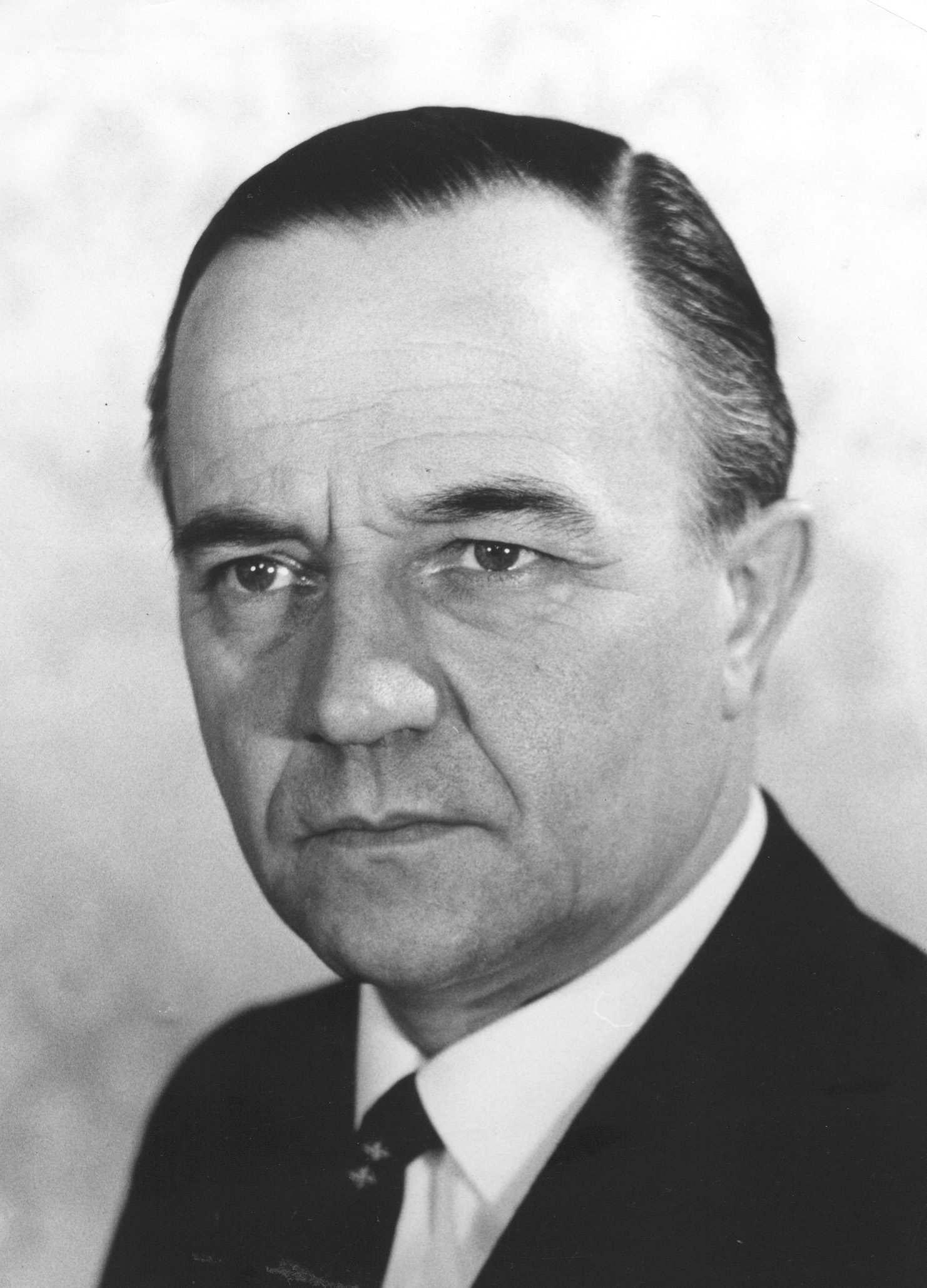
Ministerpräsident Piet de Jong (1970)

Als Ministerpräsidenten stellte die KVP:
- Louis Beel (1946–1948 und 1958–1959)
- Jan de Quay (1959–1963)
- Victor Marijnen (1963–1965)
- Jo Cals (1965–1966)
- Piet de Jong (1967–1971)

Politische Leiter (partijleider) der KVP – bei niederländischen Parteien nicht notwendigerweise der Parteivorsitzende – waren:
- Carl Romme (1946–1961)
- Wim de Kort (1961–1963)
- Norbert Schmelzer (1963–1971)
- Gerard Veringa (1971)
- Frans Andriessen (1971–1977)

Parteivorsitzende – ein eher administratives Amt innerhalb der Parteiorganisation – waren:
- Piet Witteman (kommissarisch 1945–1946)
- Jan Andriessen (1946–1953)
- Harry van Doorn (1954–1962)
- Piet Aalberse (1962–1968)
- Fons van der Stee (1968–1971)
- Dick de Zeeuw (1971–1975)
- Wim Vergeer (1975–1979)
- Piet van Zeil (1979–1980)

Unter den zahlreichen Ministern, die der KVP angehörten und die zum Teil als Mitglieder der Nachfolgepartei CDA ebenfalls Ministerpräsidenten wurden, waren:
- Dries van Agt
- Ruud Lubbers

Das Mitglied Marga Klompé war 1956 die erste Ministerin der Niederlande.

## Wahlergebnisse bei Parlamentswahlen
- 1946: 30,8 %
- 1948: 31,0 %
- 1952: 28,7 %
- 1956: 31,7 %
- 1959: 31,6 %
- 1963: 31,9 %
- 1967: 26,5 %
- 1971: 21,8 %
- 1972: 17,7 %

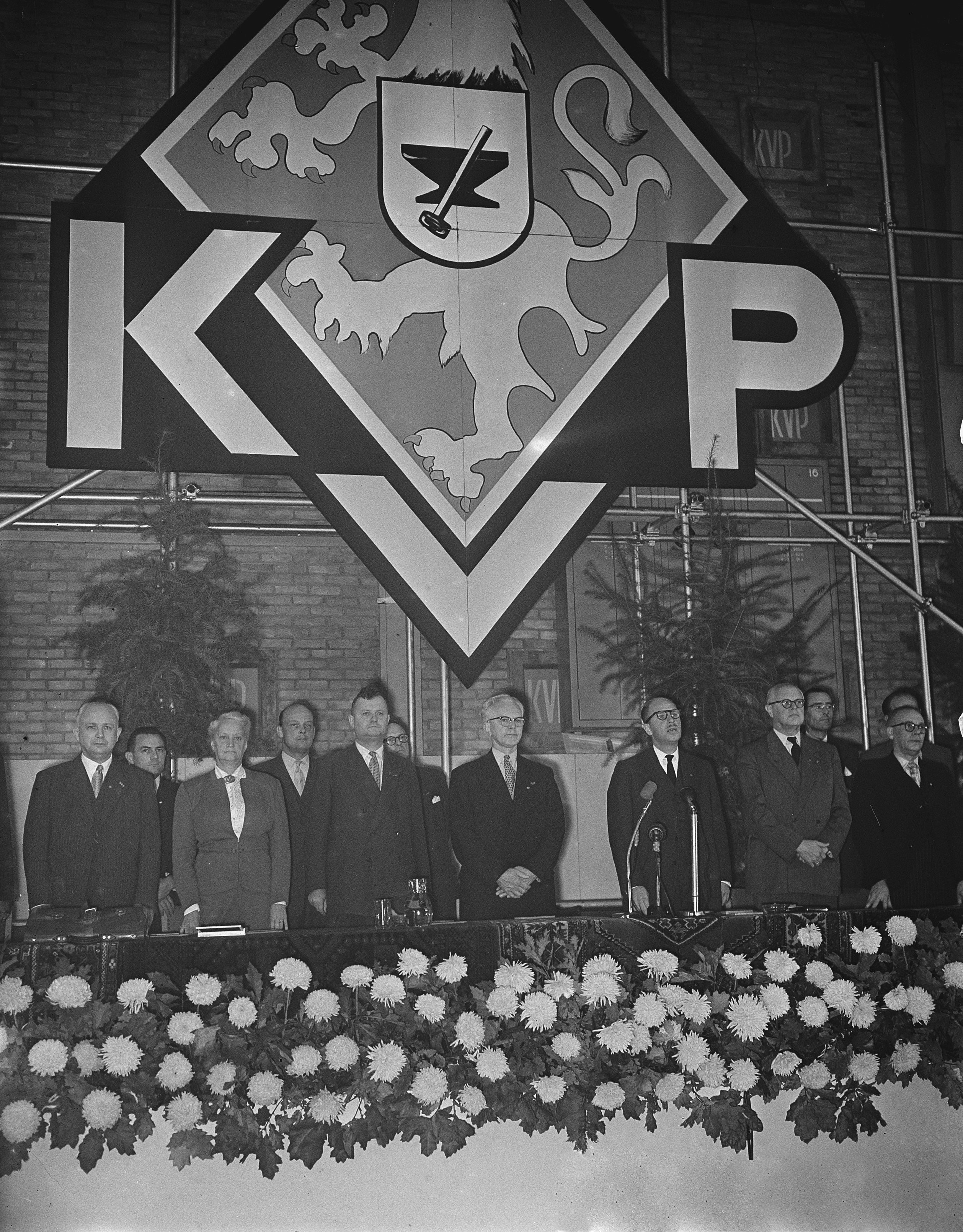
Parteikongress der KVP in Utrecht, 1955

Die regionalen Hochburgen der KVP lagen im Süden des Landes, in den Provinzen Limburg und Noord-Brabant erhielt sie bis 1970 regelmäßig weit über die Hälfte der Wählerstimmen. Bei Provinzwahlen in Limburg bekam sie in den 1950er- und 60er-Jahren sogar über 80 Prozent.